# Antiphrisson mica
Antiphrisson mica là một loài ruồi trong họ Asilidae. Antiphrisson mica được Lehr miêu tả năm 1986. Loài này phân bố ở vùng Cổ Bắc giới.